# Monumento al Pípila
El Monumento al Pípila es un monumento en honor de El Pípila, está ubicado en la Ciudad de Guanajuato, Guanajuato, fue creado por el escultor Juan Fernando Olaguíbel (quién también creó a La Diana Cazadora), a base de cantera rosa y fue inaugurado en septiembre de 1939. El sitio donde se encuentra ubicado el monumento da una imagen panorámica de la Ciudad de Guanajuato por lo que es un sitio tradicionalmente turístico.

## Grabado
En la base cuenta con un grabado que cita:

...Aún hay otras
Alhóndigas
Por incendiar"
Guanajuato
    septiembre - 1939

El autor de esta frase fue Don Ernesto Arnoux Siqueiros Gobernador provisional del Estado.

## Galería

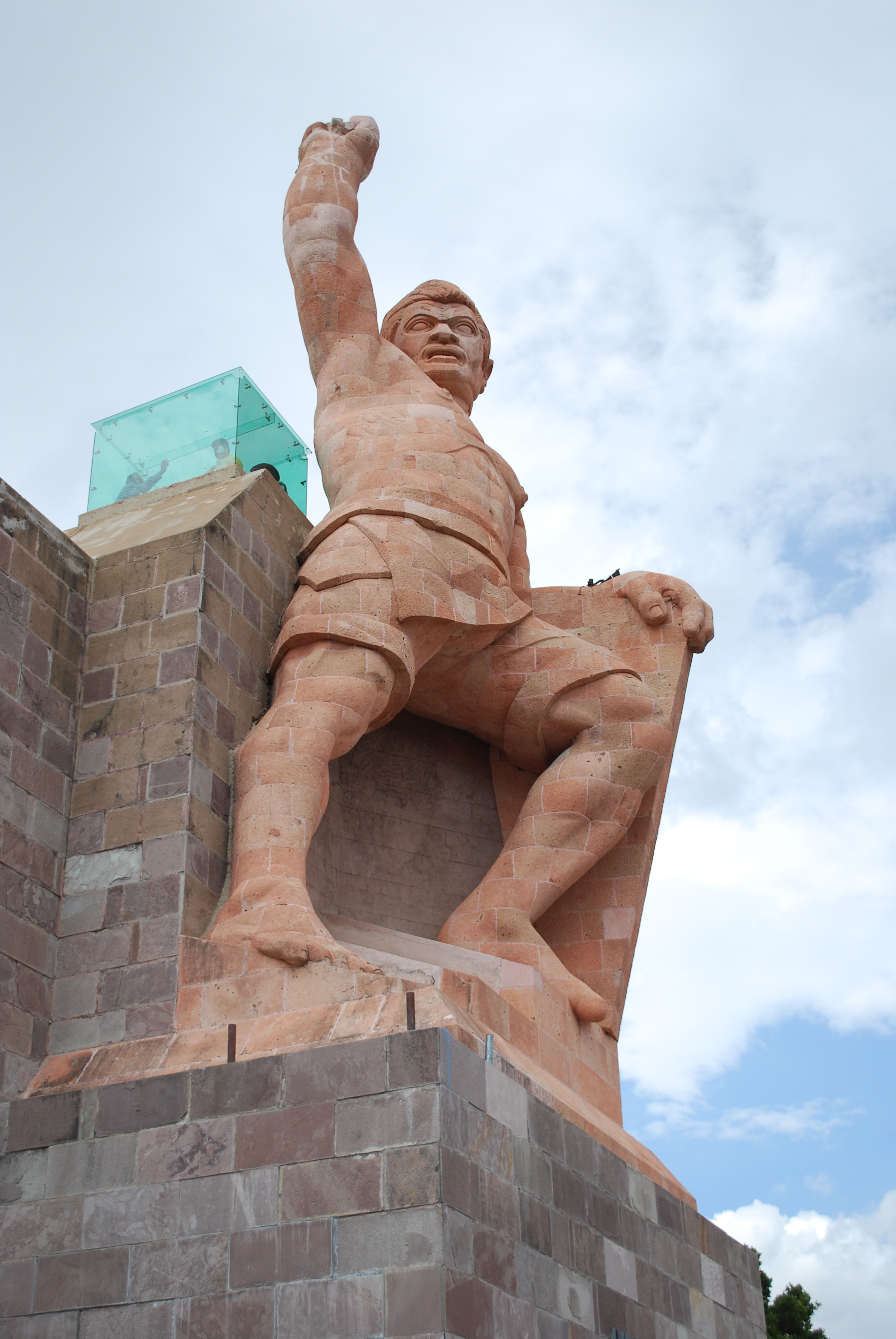
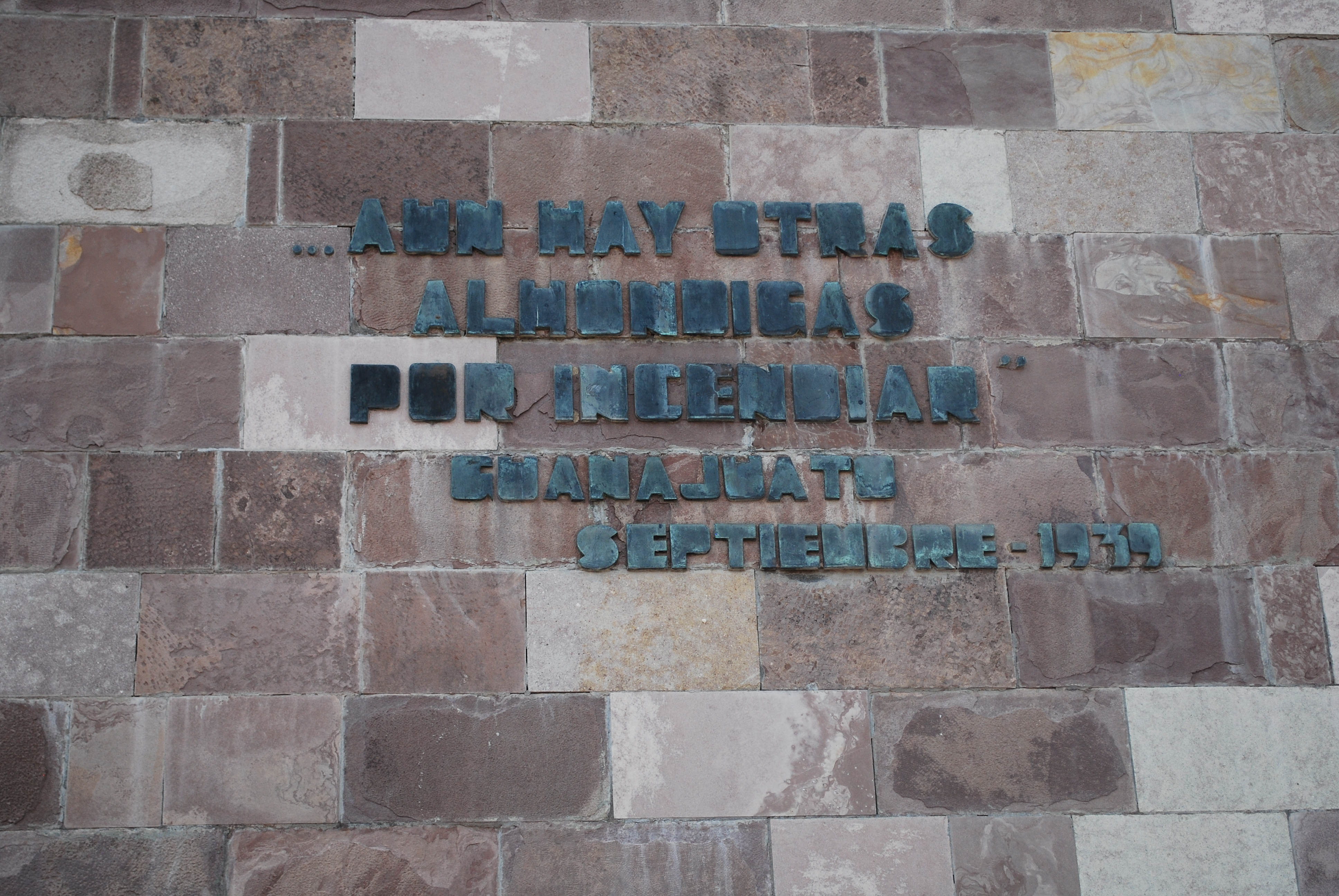
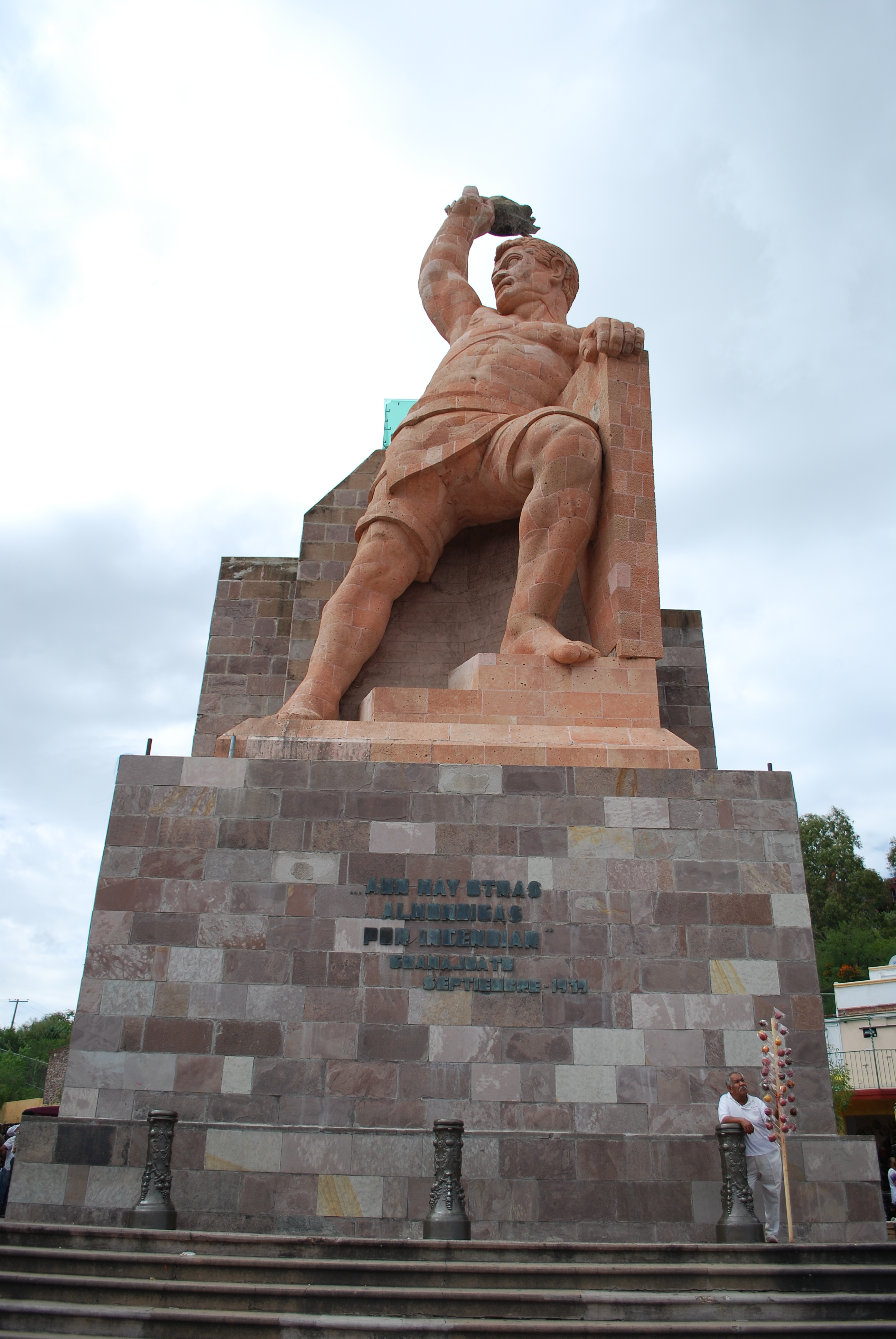
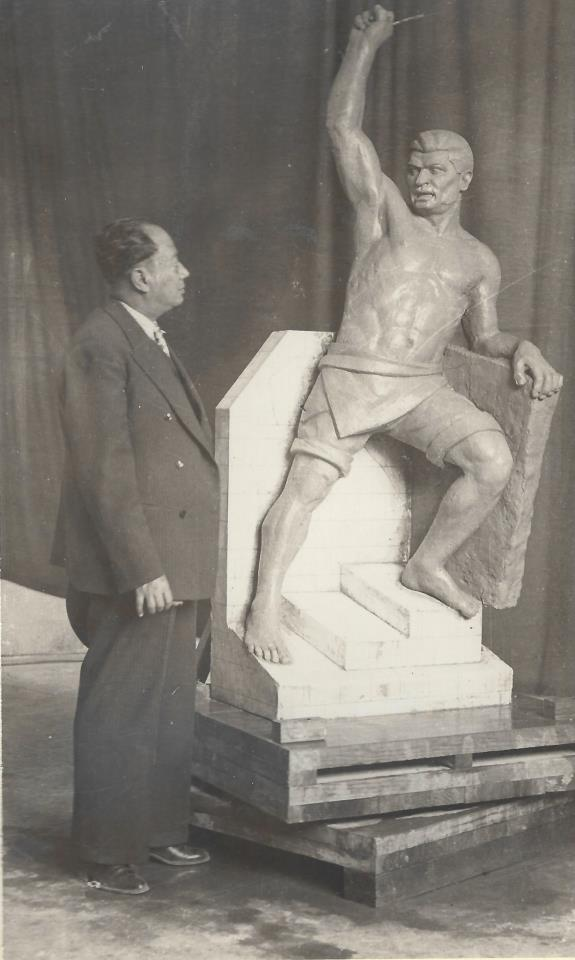
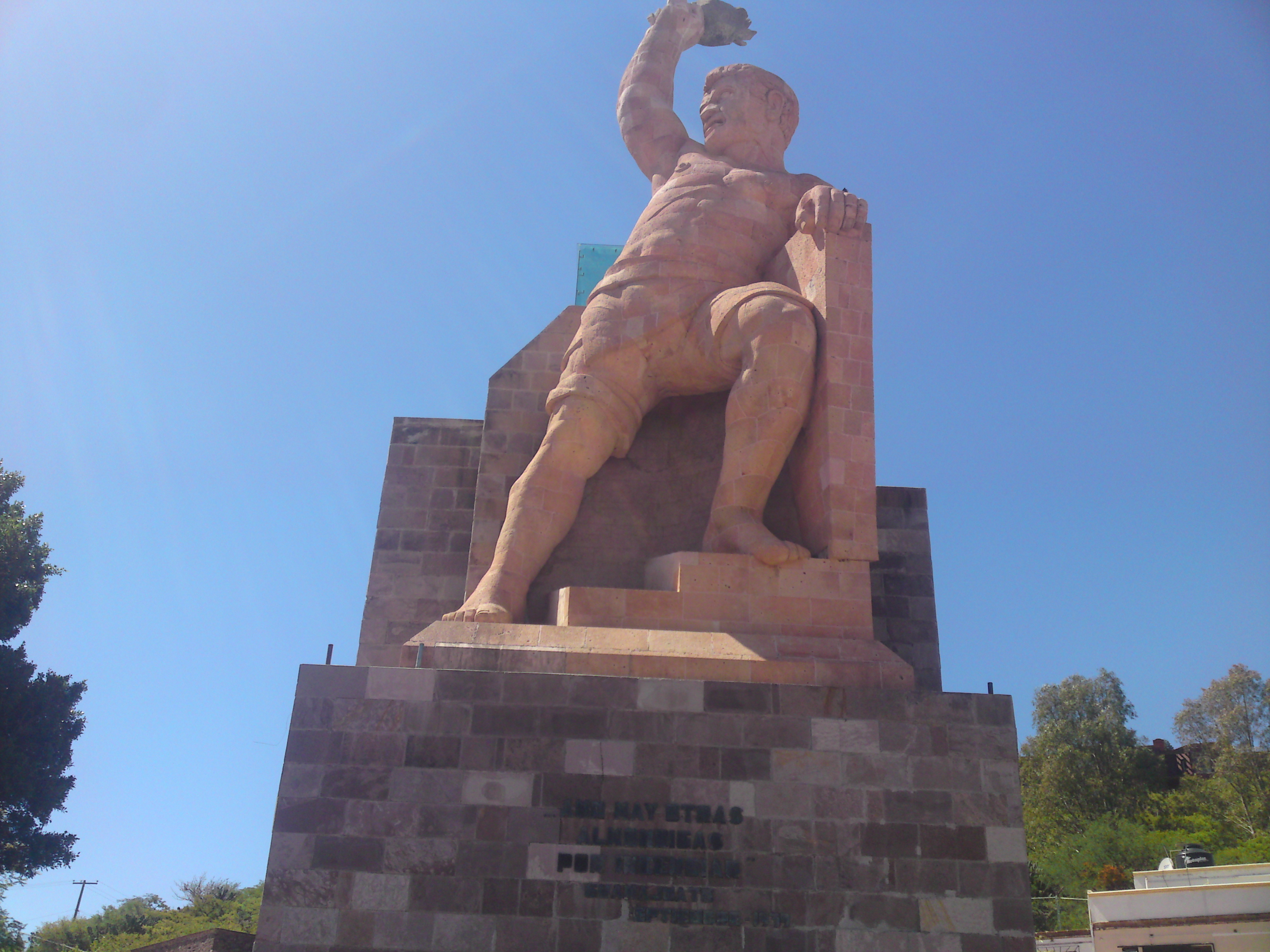